# Georg Ingelgren
Göran eller Georg Ingelgren, skald, född 4 maj 1782 i Väckelsångs socken, Kronobergs län, död 19 september 1813 i Stockholm, var en svensk poet.
Georg Ingelgren var son till backstugusittaren Magnus Danielsson och hans hustru Marie Jonasdotter. Understödd av välvilliga medmänniskor, kämpade den fattige gossen sig fram genom skola och gymnasium och blev student vid Uppsala universitet 1804. Sedan han där tagit examen 1812, anställdes han samma år i kungens kansli, men dog i Stockholm redan 19 september 1813.
Jämte sin landsman Elgström, med vars yttre och inre liv Ingelgrens eget hade en anmärkningsvärd likhet, deltog han i den nya skolans arbeten och har i "Phosphoros" och "Poetisk Kalender" meddelat några vackra lyriska stycken, av mindre djup än Elgströms, men klara och välljudande särdeles i den beskrivande genren. Vi nämner bland dem den vackra Majsången, balladen Hjalmar och Emma, Vintersång, Aftonrodnan, Avskedssuck med mera. Samlade är de utgivna, tillsammans med Elgströms, av Per Hanselli 1860.